# 213 (число)
Вижте пояснителната страница за други значения на 213.
213 (двеста и тринадесет) е естествено, цяло число, следващо 212 и предхождащо 214.
Двеста и тринадесет с арабски цифри се записва „213“, а с римски цифри – „CCXIII“. Числото 213 е съставено от три цифри от позиционните бройни системи – 2 (две), 1 (едно), 3 (три).

## Общи сведения
- 213 е нечетно число.
- 213-ият ден от годината е 1 август.
- 213 е година от Новата ера.